# Clifton Fadiman
Clifton Fadiman (* 15. Mai 1904 in Brooklyn, New York; † 20. Juni 1999 in Sanibel Island, Florida)  war ein US-amerikanisches Multitalent. Er wirkte als  Schriftsteller, Kritiker, Erzähler, Autor, Übersetzer, Journalist, Bücherwurm, Radio- und Fernseh-Entertainer. Er war ein Neffe des berühmten exzentrischen Genies William James Sidis.

## Leben
Fadiman wurde 1904 in Brooklyn als Sohn russischer Einwanderer geboren. Er war ein hochbegabtes Kind, das schon mit vier Jahren sein erstes Buch lesen konnte und mit zehn Jahren Homer, Sophokles, Dante und Milton las. 1925 graduierte er an der Universität. 
Aus seiner ersten Ehe mit Elizabeth Rush entstammte sein Sohn Jonathan Rush. In zweiter Ehe war er mit Annalee Whitmore Jacoby, Autorin und Auslandskorrespondentin im Zweiten Weltkrieg in der Republik China für Time and Life, verheiratet. Sie führte später den Namen Annalee Jacoby Fadiman. Aus dieser Ehe entstammen zwei Kinder, der Sohn Kim und die Tochter Anne Fadiman.
Er unterrichtete zwei Jahre Englisch an der Fieldston High School (Bronx, New York), bevor er zehn Jahre für Simon & Schuster arbeitete und am Ende dieser Zeit Chief Editor war. Zehn weitere Jahre (1933–1943) war er für die Zeitschrift The New Yorker für den Bereich der Bücherschau verantwortlich und Juror im Book of the Month Club. Aus dieser Zeit stammen bereits wegen seiner zahlreichen geistreichen Bemerkungen und Witzeleien berühmt gewordene Zitierungen in Zeitungen und Magazinen.

## Radio und Fernsehkarriere
Clifton Fadiman gehörte in USA in den fünfziger Jahren zu den ersten populären „witzig geistreichen intellektuellen Typen“ im  Radio und Fernsehen Von 1930 bis 1948 moderierte er im Radio seine populärste  Quiz Show, Information Please, die er 1952 für das Fernsehen CBS-TV als Dreizehn-Wochen-Sommer Ersatz für das musikalische Variety Programm The Fred Waring Show reaktivierte (Juni–September). Mit dem Aufkommen des Fernsehens in USA wuchs Fadimans Popularität, so dass er in vielen Talkshows auftrat und neue Quiz-Sendungen moderierte.
Seine am längsten anhaltende Sendung von Juli 1949 bis März 1954 war This Is Show Business. Sie wurde als eine der ersten regelmäßigen Sendungen „von Küste zu Küste“  im CBS übertragen.

## Bücher
- Party of One (1955).
- The American Treasury 1455-1955 (1955, ed. mit Carl van Doren) ISBN 0-06-011205-0
- Voyages of Ulysses   (1959) ISBN 0-584-63204-5
- Enter, Conversing (1962).
- Clifton Fadiman's Fireside Reader 1964, ISBN 0-671-13940-1
- Cricket's Choice (1974, mit Marianne Carus) ISBN 0-87548-318-6
- Wine Buyers Guide 1977, ISBN 0-8109-1754-8
- The World Treasury of Children's Literature book 1, 2, 3 (1984, 1985 ed.) ISBN 0-316-27302-3
- World of the Short Story 1988, ISBN 0-330-30132-2
- A Toast to Wines and Spirits 1989, ISBN 0-8109-2404-8
- The Little, Brown Book of Anecdotes (1991) ISBN 0-316-27305-8
- The World of the short story: A 20th Century Collection (1990) ISBN 0-517-03400-X
- The New Joys of Wine 1990 ISBN 0-8109-3652-6
- The New Lifetime Reading Plan * 1997 ISBN 0-06-270208-4
- Fantasia Mathematica, 1997 (Reprint, Orig. 1958) ISBN 0-387-94931-3
- The Mathematical Magpie, 1998 ISBN 0-387-94950-X
- The New Lifetime Reading Plan: Revised and Expanded  1999 ISBN 0-06-272073-2
- Bartlett's Book of Anecdotes  (2000, mit Andre Bernhard) ISBN 0-316-08267-8